# قرقاول گوشدار
قرقاول‌های گوشدار قرقاول‌هایی از سردهٔ (نام علمی: Crossoptilon) در خانواده قرقاولان هستند. این سرده که توسط برایان هاتون هاجسون در سال ۱۸۳۸ تأسیس شد، شامل چهار گونه است:
| نگاره‌ها | نام                       | نام رایج             | پراکندگی                               |
| ------- | ------------------------- | -------------------- | -------------------------------------- |
|         | Crossoptilon crossoptilon | قرقاول گوشدار سفید   | چین، چینگهای، سیچوان، یوننان و تبت     |
|         | Crossoptilon Harani       | قرقاول گوشدار تبتی   | جنوب شرقی تبت و در مجاورت شمال هند     |
|         | Crossoptilon mantchuricum | قرقاول گوشدار قهوه‌ای | شمال شرقی چین (شانشی و استان‌های مجاور) |
|         | Crossoptilon auritum      | قرقاول گوشدار آبی    | مرکزی چین                              |

نام Crossoptilon ترکیبی از کلمات یونانی krossoi به معنای "حاشیه" و ptilon به معنای «پر» - نامی که هاجسون به‌ویژه برای قرقاول گوش‌دار سفید اطلاق می‌کند «در میان همه همنوعانش به واسطه پرهای حاشیه‌مانند فراوانش که کیفیت نامرتب آن حتی به پرهای مرکزی دم هم منتقل می‌شود، متمایز است». همه آنها بزرگ، از نظر جنسی تک‌شکل هستند و در چین یافت می‌شوند.